# Jorge Alarcón
Jorge Alarcón Gómez (* 17. Januar 1969) ist ein ehemaliger mexikanischer Schwimmer.

## Karriere
Alarcón nahm an den Olympischen Spielen 1988 in Seoul teil. Mit der Staffel über 4 × 100 m Freistil sicherte er sich den 13. Platz. Die Staffel über die doppelte Distanz, 4 × 200 m Freistil, wurde disqualifiziert.